# Local de sepultamento de Gengis Khan

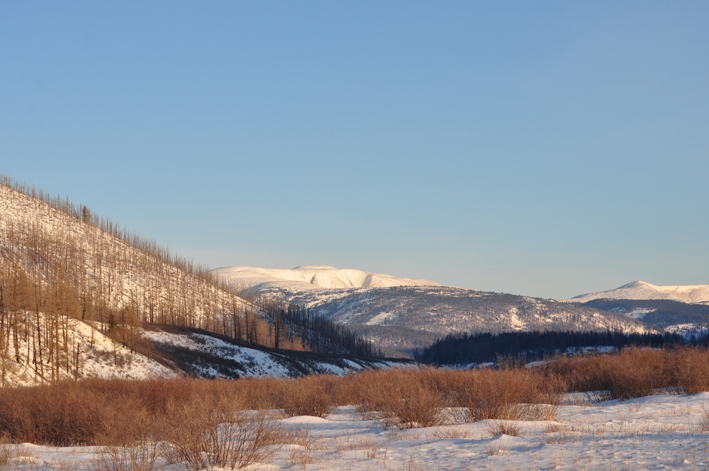
Burkhan Khaldun é uma montanha sagrada na cultura mongol que foi venerada por Gengis Khan

A localização do local de sepultamento de Gengis Khan (morto em agosto de 1227) tem sido objeto de muita especulação e pesquisa. O local permanece desconhecido, embora geralmente se acredite que seja perto da montanha sagrada mongol de Burkhan Khaldun nas montanhas Khentii.
O Mausoléu de Gengis Khan é um templo dedicado a Gengis Khan na atual Mongólia Interior, mas não é seu local de sepultamento.

## Relatos históricos
Segundo a lenda, Genghis Khan pediu para ser enterrado sem marcas ou qualquer sinal e, após sua morte, seu corpo foi devolvido à atual Mongólia.
A História Secreta dos Mongóis tem o ano da morte de Genghis Khan (1227), mas nenhuma informação sobre seu sepultamento. Marco Polo escreveu que, mesmo no final do século XIII, os mongóis não sabiam a localização do túmulo. Em As Viagens de Marco Polo, diz-se que "Tem sido um costume invariável, que todos os grandes khans e chefes da raça de Genghis-khan, sejam levados para sepultamento a uma certa montanha elevada chamada Altai, e em qualquer lugar em que eles possam morrer, embora deva ser a uma distância de cem dias de viagem, eles são, no entanto, transportados para lá."
Em um conto frequentemente recontado, Marco Polo conta que os 2.000 escravos que compareceram ao seu funeral foram mortos pelos soldados enviados para protegê-los, e que esses soldados foram mortos por outro grupo de soldados que matou qualquer um e qualquer coisa que cruzasse seu caminho, a fim de esconder onde ele foi enterrado. Finalmente, a lenda afirma que quando chegaram ao seu destino, cometeram suicídio. No entanto, este conto não aparece em fontes contemporâneas.
Outra lenda folclórica, entretanto, diz que um rio foi desviado sobre seu túmulo para torná-lo impossível de ser encontrado, ecoando o mito do sepultamento do rei sumério Gilgamesh de Uruk ou do líder visigodo Alarico. Outros contos afirmam que seu túmulo foi pisoteado por muitos cavalos, que árvores foram então plantadas sobre o local e que o pergelissolo também desempenhou seu papel na ocultação do local do sepultamento. O Erdeniin Tobchi (1662)  afirma que o caixão de Genghis Khan pode ter estado vazio quando chegou à Mongólia. Da mesma forma, o Altan Tobchi (1604) afirma que apenas sua camisa, tenda e botas foram enterradas no mausoléu em Ordos (Ratchnevsky, pp. 143ff.).
Turnbull (2003, p. 24) conta outra lenda na qual o túmulo foi redescoberto 30 anos após a morte de Genghis Khan. De acordo com este conto, um jovem camelo foi enterrado com o Khan, e a mãe do camelo foi encontrada mais tarde chorando no túmulo de seu filhote. O arqueólogo japonês Shinpei Kato também relatou o conto do enterro do bebê camelo, para que os pais pudessem levar a família do Khan ao túmulo quando necessário, como documentado em pelo menos um antigo texto chinês.
De acordo com a tradição da dinastia Yuan, todos os grandes khans dos mongóis foram enterrados na área ao redor do túmulo de Genghis Khan. O nome do local em chinês era Vale Qinian (起輦谷). No entanto, a localização concreta do vale nunca é mencionada em nenhum documento.

## Pesquisa moderna
Este era o lugar sagrado onde Genghis Khan ia rezar ao deus do céu Tengri antes de embarcar em sua campanha para unir os mongóis e outros povos das estepes. Após a ascensão do Império Mongol, ele então se tornou conhecido como Ikh Khorig, ou o Grande Tabu, com apenas a família real mongol, ou família dourada, tendo permissão para entrar na área. No total, uma área de 240 quilômetros quadrados foi selada pelos mongóis, com a invasão sendo punível com a morte. Mesmo na era soviética, a área permaneceu restrita por medo de que a montanha pudesse se tornar novamente um local de peregrinação ou um foco para a identidade nacional mongol.
O Ikh Khorig também foi relatado como sendo tradicionalmente guardado por uma tribo Uriankhai chamada Darkhad que foi isenta pelos mongóis de impostos e serviço militar. Tal guarda de um túmulo imperial "mina a sugestão folclórica de que os soldados que testemunharam o funeral foram executados".

### Expedições e investigações
Em 1920, o diplomata francês Saint-John Perse liderou uma expedição não relacionada pela Mongólia com o diretor-geral dos Correios Chineses, Henri Picard Destelan e o Dr. Jean-Augustin Bussière, seguindo os passos de Genghis Khan.
Em 2001, uma expedição conjunta americano-mongol, organizada por um comerciante aposentado de commodities de Chicago, Maury Kravitz, e auxiliada pelo Dr. D. Bazargur da Expedição Geo-Histórica de Genghis Khan, encontrou um cemitério murado em uma encosta perto da cidade de Batshireet. O local, 200 milhas a leste-nordeste de Ulã Bator, perto do rio Onon, no sopé das montanhas Khentii, ficava perto do suposto local de nascimento de Genghis Khan e do local onde ele se anunciou como o governante universal dos mongóis. O local continha pelo menos 20 tumbas fechadas para indivíduos de alto status. Uma expedição japonesa anterior havia visitado o local na década de 1990, mas foi fechada devido aos temores populares de que os cientistas planejavam desenterrar os restos mortais.
Em 6 de outubro de 2004, o palácio de Genghis Khan foi descoberto 150 milhas a leste da capital da Mongólia, Ulã Bator, levando à especulação acadêmica de que seu local de sepultamento poderia estar localizado nas proximidades.
Em um relato de um jesuíta francês, Kravitz encontrou uma referência a uma batalha antiga onde Genghis Khan, na época ainda conhecido como Temüjin, obteve uma vitória decisiva. De acordo com esta fonte, o local era na confluência dos rios Kherlen e "Bruchi", com Burkhan Khaldun sobre seu ombro direito e após sua vitória, Temüjin disse que este lugar seria para sempre seu favorito. Kravitz, convencido de que o túmulo de Temüjin estaria perto daquele campo de batalha, tentou encontrar o rio "Bruchi", que acabou sendo desconhecido para os cartógrafos. Ele, no entanto, descobriu um topônimo; "Baruun Bruch" ("Bruch Ocidental") na área em questão e em 2006 estava conduzindo escavações lá, aproximadamente 100 quilômetros (62 mi) a leste do Burkhan Khaldun (48° N, 110° L, a área mais ampla de Bayanbulag).
Em janeiro de 2015, o Dr. Albert Yu-Min Lin do Instituto de Telecomunicações e Tecnologia da Informação da Califórnia na Universidade da Califórnia em San Diego, criou um projeto pedindo a qualquer pessoa interessada que marcasse possíveis locais de sepultamento por meio de imagens tiradas do espaço. O projeto resultou na publicação de um artigo no periódico PLOS ONE que afirmava ter identificado 55 sítios arqueológicos que poderiam ser potencialmente o local de descanso final de Genghis Khan.
Em 2015 e 2016, duas expedições lideradas pelo arqueólogo francês Pierre-Henri Giscard, especialista em arqueologia mongol, e Raphaël Hautefort, especialista em imagens científicas, ao redor das montanhas Khentii (nordeste da Mongólia) apoiam a teoria de um tumulus no topo da montanha Burkhan Khaldun. Sua análise não invasiva, realizada com drones, mostrou que o túmulo de 250
-metro (820 pé) de comprimento é de origem humana e provavelmente construído no modelo dos túmulos imperiais chineses presentes em Xi'an. Além disso, a expedição observou que o monte ainda era objeto de ritos religiosos e peregrinações da população ao redor. A expedição não deu origem a nenhuma publicação científica de Pierre-Henri Giscard porque foi feita sem autorização e sem informar as autoridades locais, já que o acesso à área ao redor de Burkhan Khaldun permanece estritamente controlado pelo governo mongol devido à sacralidade da área para a população local.

## Na cultura popular
- O enredo do filme americano de 1932 A máscara de Fu Manchu gira em torno da descoberta e entrada no túmulo de Genghis Khan, que contém uma espada e uma máscara de ouro que o médico maligno precisa para conquistar o mundo.